# Долгарёв, Павел Михайлович
Павел Михайлович Долгарёв (22 июня 1923, с. Ломное, Курская губерния — 1994, пос. Монино, Московская область) — лётчик-ас, истребитель, участник Великой Отечественной войны, командир звена 116-го истребительного авиационного полка 295-й истребительной авиационной дивизии 17-й воздушной армии 3-го Украинского фронта во время Великой Отечественной войны, лейтенант. Герой Советского Союза.

## Биография
Родился 22 июня 1923 года в с. Ломное (ныне — Грайворонского района Белгородской области) в семье крестьянина. Русский. Окончил 7 классов неполной средней школы и школу ГВФ.
В Красной Армии с июля 1941 года. В июле 1942 году окончил Армавирскую, а в 1943 — Батайскую военную авиационную школы пилотов. На фронтах Великой Отечественной войны — с августа 1943 года. Член ВКП(б)/КПСС с 1945 года.
Командир звена 116-го истребительного авиационного полка 295-й истребительной авиационной дивизии лейтенант Павел Долгарёв к февралю 1945 года совершил 152 боевых вылета, в 42 воздушных боях сбил лично 21 и в группе 7 самолётов противника, один самолёт уничтожил на земле.
К Победе П. М. Долгарёв  совершил 223 боевых вылета, в 56 воздушных боях сбил лично 26 самолётов противника (документальные данные о его групповых победах отсутствуют).
Участвовал в Параде Победы в Москве 24 июня 1945 год.
После войны продолжил службу в армии. С 1948 по 1949 годы прошёл полный курс Липецких Высших офицерских лётно-тактических курсов усовершенствования командиров частей ВВС. В 1956 году окончил Военно-воздушную академию и университет марксизма-ленинизма. Был участником военных действий в Египте в качестве старшего советника. Занимал должность заместителя начальника Военно-воздушной академии имени Ю. А. Гагарина.
С 1974 года генерал-майор авиации Долгарёв — в запасе. Проживал в пгт Монино Щёлковского района Московской области. Умер в 1994 году. Похоронен на Монинском мемориальном кладбище.

## Награды
- Звание Героя Советского Союза присвоено 29 июня 1945 года;
- орден Ленина;
- пять орденов Красного Знамени;
- два ордена Отечественной войны 1-й степени;
- орден Красной Звезды;
- медали;
- иностранные ордена и медали.

## Память
- В посёлке Монино Московской области на доме 7 по улице Маслова, где проживал Герой Советского Союза, установлена мемориальная доска.
- В г. Грайворон на Мемориале памяти герою установлен бюст.

Бюст Герою Советского Союза Долгарёву Павлу Михайловичу, Мемориал памяти г. Грайворон, Белгородская обл., РФ
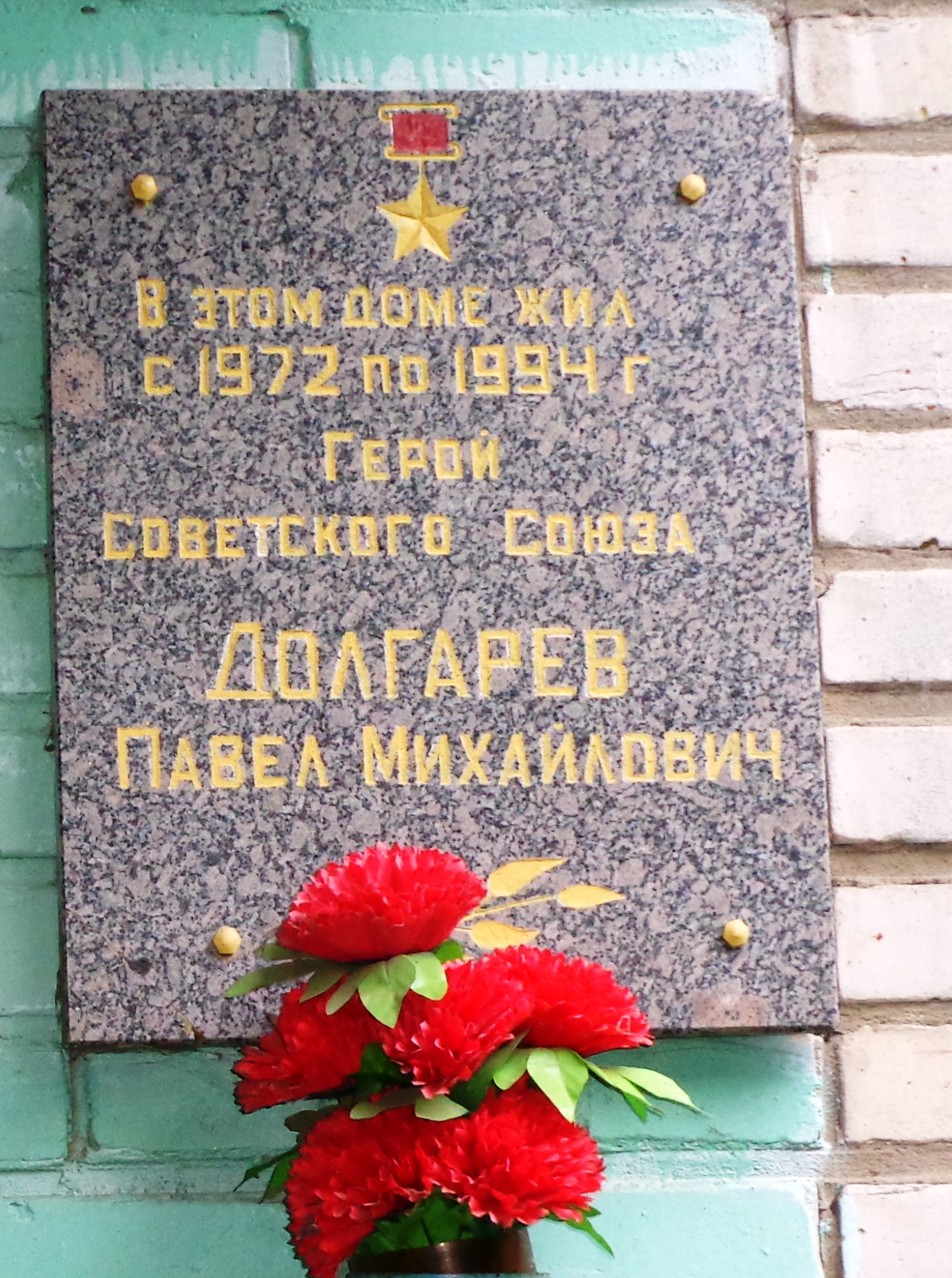
Мемориальная доска на доме в посёлке Монино Московской области, где проживал Герой Советского Союза